# Sierpińského trojúhelník

Sierpińského trojúhelník (přiblížení 7. rekurze)

Sierpińského trojúhelník je fraktální útvar vytvořený rekurzivním vykreslováním rovnostranných trojúhelníků. Jmenuje se tak podle Wacława Sierpińského, polského matematika, který ho v roce 1915 poprvé popsal.
Platí, že pro každý bod Sierpińského trojúhelníku je bodem útvaru i geometrický střed tohoto bodu a (libovolného) vrcholu Sierpińského trojúhelníku.
Sierpińského trojúhelník má fraktální dimenzi rovnou {\displaystyle {\tfrac {\ln 3}{\ln 2}}\approx 1,58496}.
Prostorovým zobecněním je tzv. Mengerova-Sierpińského houba.
Sierpińského trojúhelník vzniká rekurzivním postupem, kdy se z rovnostranného trojúhelníku odstraní středový trojúhelník, tvořený spojnicemi středů stran. Postup se opakuje u každého ze zbývajících tří rohových trojúhelníků.

## Alternativní postup tvorby
Podobu Sierpińského trojúhelníku po konečném počtu rekurzivních kroků lze získat vybarvením trojúhelníků v předpřipravené síti o požadované velikosti. V síti uvažujeme pouze trojúhelníky orientované vrcholem nahoru. První buňka na vrcholu trojúhelníku je obarvená. V další řadě se pro každou buňku kontroluje, zda v buňkách nad ní (vpravo nad, vlevo nad) je právě jedna z těchto buněk obarvená, v takovém případě bude testovaná buňka také mít barvu. Pokud ne, zůstane bez barvy.